# Coppa del Mondo di bob 2014
La Coppa del Mondo di bob 2013/14, organizzata dalla FIBT, è iniziata il 30 novembre 2013 a Calgary, in Canada ed è terminata il 26 gennaio 2014 a Schönau am Königssee in Germania. Si sono disputate ventiquattro gare, otto nel bob a 2 uomini, nel bob a 2 donne e nel bob a 4 in sette differenti località.
Nel corso della stagione si sono tenuti anche i XXII Giochi olimpici invernali a Soči 2014, in Russia, competizione non valida ai fini della Coppa del Mondo mentre la tappa di Schönau am Königssee ha assegnato anche il titolo europeo.

Questa Coppa del Mondo si è svolta come di consueto in parallelo alla Coppa del Mondo di skeleton.

## Risultati

### Uomini
| Data             | Località             | Specialità | Primi classificati | Secondi classificati                                                         | Terzi classificati                                                           |
| ---------------- | -------------------- | ---------- | --- | ---------------------------------------------------------------------------- | ---------------------------------------------------------------------------- |
| 29 novembre 2013 | Calgary              | A due      | Steven Holcomb Steven Langton Stati Uniti | Beat Hefti Thomas Lamparter Svizzera                                         | Christopher Spring Jesse Lumsden Canada                                      |
| 30 novembre 2013 | Calgary              | A quattro  | Steven Holcomb Curtis Tomasevicz Steven Langton Christopher Fogt Stati Uniti e Maximilian Arndt Marko Hübenbecker Alexander Rödiger Martin Putze Germania | non assegnato                                                                | Aleksandr Zubkov Aleksej Negodajlo Dmitrij Trunenkov Maksim Mokrousov Russia |
| 6 dicembre 2013  | Park City            | A due      | Steven Holcomb Christopher Fogt Stati Uniti | Nick Cunningham Dallas Robinson Stati Uniti                                  | Francesco Friedrich Jannis Bäcker Germania                                   |
| 7 dicembre 2013  | Park City            | A quattro  | Steven Holcomb Curtis Tomasevicz Steven Langton Christopher Fogt Stati Uniti                                                                              | Maximilian Arndt Marko Hübenbecker Alexander Rödiger Martin Putze Germania   | Aleksandr Kas'janov Filipp Egorov Maksim Belugin Aleksej Puškarëv Russia     |
| 13 dicembre 2013 | Lake Placid (gara 1) | A due      | Steven Holcomb Steven Langton Stati Uniti | Beat Hefti Alex Baumann Svizzera                                             | Nick Cunningham Dallas Robinson Stati Uniti                                  |
| 14 dicembre 2013 | Lake Placid (gara 2) | A due      | Steven Holcomb Christopher Fogt Stati Uniti | Nick Cunningham Johnny Quinn Stati Uniti                                     | Cory Butner Charles Berkeley Stati Uniti                                     |
| 15 dicembre 2013 | Lake Placid          | A quattro  | Steven Holcomb Curtis Tomasevicz Steven Langton Christopher Fogt Stati Uniti                                                                              | John James Jackson Stuart Benson Bruce Tasker Joel Fearon Regno Unito        | Thomas Florschütz Ronny Listner Kevin Kuske Christian Poser Germania         |
| 3 gennaio 2014   | Winterberg           | A due      | Beat Hefti Alex Baumann Svizzera | Aleksandr Zubkov Aleksej Voevoda Russia                                      | Cory Butner Charles Berkeley Stati Uniti                                     |
| 4 gennaio 2014   | Winterberg (gara 1)  | A quattro  | Maximilian Arndt Marko Hübenbecker Alexander Rödiger Martin Putze Germania                                                                                | Francesco Friedrich Jannis Bäcker Gregor Bermbach Thorsten Margis Germania   | Aleksandr Zubkov Aleksej Negodajlo Dmitrij Trunenkov Aleksej Puškarëv Russia |
| 5 gennaio 2014   | Winterberg (gara 2)  | A quattro  | Maximilian Arndt Marko Hübenbecker Alexander Rödiger Martin Putze Germania                                                                                | Francesco Friedrich Jannis Bäcker Gregor Bermbach Thorsten Margis Germania   | Thomas Florschütz Joshua Bluhm Kevin Kuske Christian Poser Germania          |
| 11 gennaio 2014  | Sankt Moritz         | A due      | Beat Hefti Alex Baumann Svizzera | Aleksandr Zubkov Aleksej Voevoda Russia                                      | Francesco Friedrich Jannis Bäcker Germania                                   |
| 12 gennaio 2014  | Sankt Moritz         | A quattro  | Oskars Melbārdis Daumants Dreiškens Arvis Vilkaste Jānis Strenga Lettonia                                                                                 | Aleksandr Zubkov Aleksej Negodajlo Dmitrij Trunenkov Aleksej Voevoda Russia  | Maximilian Arndt Marko Hübenbecker Alexander Rödiger Martin Putze Germania   |
| 18 gennaio 2014  | Igls                 | A due      | Steven Holcomb Steven Langton Stati Uniti | Beat Hefti Thomas Amrhein Svizzera                                           | Aleksandr Zubkov Dmitrij Trunenkov Russia                                    |
| 19 gennaio 2014  | Igls                 | A quattro  | Oskars Melbārdis Daumants Dreiškens Arvis Vilkaste Jānis Strenga Lettonia                                                                                 | Steven Holcomb Curtis Tomasevicz Steven Langton Christopher Fogt Stati Uniti | Thomas Florschütz Joshua Bluhm Kevin Kuske Christian Poser Germania          |
| 25 gennaio 2014  | Schönau am Königssee | A due      | Justin Kripps Bryan Barnett Canada | Beat Hefti Alex Baumann Svizzera                                             | Lyndon Rush Lascelles Brown Canada                                           |
| 26 gennaio 2014  | Schönau am Königssee | A quattro  | Steven Holcomb Curtis Tomasevicz Steven Langton Christopher Fogt Stati Uniti                                                                              | Beat Hefti Alex Baumann Jürg Egger Thomas Amrhein Svizzera                   | Lyndon Rush Lascelles Brown David Bisset Neville Wright Canada               |

### Donne
| Data             | Località             | Specialità | Prime classificate                              | Seconde classificate                           | Terze classificate                                |
| ---------------- | -------------------- | ---------- | ----------------------------------------------- | ---------------------------------------------- | ------------------------------------------------- |
| 30 novembre 2013 | Calgary              | A due      | Kaillie Humphries Heather Moyse Canada          | Elana Meyers Aja Evans Stati Uniti             | Jamie Greubel-Poser Katie Eberling Stati Uniti    |
| 6 dicembre 2013  | Park City (gara 1)   | A due      | Elana Meyers Aja Evans Stati Uniti              | Kaillie Humphries Heather Moyse Canada         | Jamie Greubel-Poser Katie Eberling Stati Uniti    |
| 7 dicembre 2013  | Park City (gara 2)   | A due      | Elana Meyers Aja Evans Stati Uniti              | Jamie Greubel-Poser Katie Eberling Stati Uniti | Jazmine Fenlator Lauryn Williams Stati Uniti      |
| 14 dicembre 2013 | Lake Placid          | A due      | Kaillie Humphries Heather Moyse Canada          | Elana Meyers Lauryn Williams Stati Uniti       | Jamie Greubel-Poser Katie Eberling Stati Uniti    |
| 5 gennaio 2014   | Winterberg           | A due      | Sandra Kiriasis Franziska Fritz Germania        | Elana Meyers Lolo Jones Stati Uniti            | Anja Schneiderheinze Stephanie Schneider Germania |
| 11 gennaio 2014  | Sankt Moritz         | A due      | Kaillie Humphries Heather Moyse Canada          | Cathleen Martini Christin Senkel Germania      | Fabienne Meyer Tanja Mayer Svizzera               |
| 19 gennaio 2014  | Igls                 | A due      | Jamie Greubel-Poser Lauryn Williams Stati Uniti | Elana Meyers Aja Evans Stati Uniti             | Anja Schneiderheinze Stephanie Schneider Germania |
| 26 gennaio 2014  | Schönau am Königssee | A due      | Fabienne Meyer Tanja Mayer Svizzera             | Elana Meyers Aja Evans Stati Uniti             | Kaillie Humphries Heather Moyse Canada            |

## Classifiche

### Bob a due uomini
| Pos. | Nome pilota         | Nazione     | CAL | PKC | LAK-1 | LAK-2 | WIN | STM | IGL | KÖN | Totale |
| ---- | ------------------- | ----------- | --- | --- | ----- | ----- | --- | --- | --- | --- | ------ |
| 1    | Steven Holcomb      | Stati Uniti | 1   | 1   | 1     | 1     | 7   | 5   | 1   | 7   | 1645   |
| 2    | Beat Hefti          | Svizzera    | 2   | 5   | 2     | 6     | 1   | 1   | 2   | 2   | 1610   |
| 3    | Francesco Friedrich | Germania    | 6   | 3   | 7     | 9     | 5   | 3   | 4   | 12  | 1400   |
| 4    | Cory Butner         | Stati Uniti | 9   | 4   | 4     | 3     | 3   | 15  | 9   | 4   | 1384   |
| 5    | Aleksandr Zubkov    | Russia      | 4   | 9   | 5     | 5     | 2   | 2   | 3   | -   | 1332   |
| 6    | Nick Cunningham     | Stati Uniti | 10  | 2   | 3     | 2     | 12  | 11  | 15  | 6   | 1308   |
| 7    | Lyndon Rush         | Canada      | 8   | 6   | 9     | 13    | 6   | 4   | 12  | 3   | 1304   |
| 8    | Thomas Florschütz   | Germania    | 12  | 13  | 6     | 4     | 4   | 9   | 6   | 9   | 1288   |
| 9    | Christopher Spring  | Canada      | 3   | 12  | 12    | 6     | 9   | 6   | 9   | 8   | 1272   |
| 10   | Justin Kripps       | Canada      | 13  | 8   | 8     | 8     | 11  | 16  | 5   | 1   | 1241   |

### Bob a quattro uomini
| Pos. | Nome pilota         | Nazione     | CAL | PKC | LAK | WIN-1 | WIN-2 | STM | IGL | KÖN | Totale |
| ---- | ------------------- | ----------- | --- | --- | --- | ----- | ----- | --- | --- | --- | ------ |
| 1    | Maximilian Arndt    | Germania    | 2   | 2   | 7   | 1     | 1     | 3   | 6   | 8   | 1574   |
| 2    | Steven Holcomb      | Stati Uniti | 1   | 1   | 1   | 20    | 7     | 7   | 2   | 1   | 1514   |
| 3    | Christopher Spring  | Canada      | 4   | 7   | 4   | 7     | 5     | 4   | 6   | 12  | 1400   |
| 3    | Thomas Florschütz   | Germania    | 5   | 17  | 3   | 4     | 3     | 5   | 3   | 9   | 1400   |
| 5    | Aleksandr Zubkov    | Russia      | 2   | 5   | 11  | 3     | 4     | 2   | 8   | -   | 1292   |
| 6    | Oskars Melbārdis    | Lettonia    | -   | 4   | 5   | 6     | 23    | 1   | 1   | 6   | 1228   |
| 7    | Francesco Friedrich | Germania    | 13  | 15  | 14  | 2     | 2     | 11  | 9   | 5   | 1228   |
| 8    | Aleksandr Kas'janov | Russia      | 8   | 3   | 6   | 11    | 10    | 8   | 5   | -   | 1160   |
| 9    | Lyndon Rush         | Canada      | 6   | 11º | 21  | 8     | 9     | 9   | 13  | 3   | 1158   |
| 10   | Justin Kripps       | Canada      | 9   | 9   | 9   | 8     | 11    | 12  | 12  | 11  | 1144   |

### Combinata uomini
| Pos. | Nome pilota         | Nazione     | CAL     | PKC     | LKP         | WIN         | STM     | IGL     | KÖN     | Totale |
| ---- | ------------------- | ----------- | ------- | ------- | ----------- | ----------- | ------- | ------- | ------- | ------ |
| 1    | Steven Holcomb      | Stati Uniti | 1 / 1   | 1 / 1   | 1 / 1 / 1   | 7 / 20 / 7  | 5 / 7   | 1 / 2   | 7 / 1   | 3159   |
| 2    | Beat Hefti          | Svizzera    | 2 / 13  | 5 / 12  | 2 / 11 / -  | 1 / 5 / 6   | 1 / 6   | 2 / 14  | 2 / 2   | 2716   |
| 3    | Thomas Florschütz   | Germania    | 15 / 5  | 13 / 17 | 6 / 4 / 3   | 4 / 4 / 3   | 9 / 5   | 6 / 3   | 9 / 9   | 2688   |
| 4    | Maximilian Arndt    | Germania    | 11 / 2  | 10 / 2  | 11 / 7 / 7  | 13 / 1 / 1  | 7 / 3   | 17 / 6  | 10 / 8  | 2678   |
| 5    | Christopher Spring  | Canada      | 3 / 4   | 12 / 7  | 12 / 6 / 4  | 9 / 7 / 5   | 6 / 4   | 9 / 6   | 8 / 12  | 2672   |
| 6    | Francesco Friedrich | Germania    | 6 / 13  | 3 / 15  | 7 / 9 / 14  | 5 / 2 / 2   | 3 / 11  | 4 / 9   | 12 / 5  | 2628   |
| 7    | Aleksandr Zubkov    | Russia      | 4 / 2   | 9 / 5   | 5 / 5 / 11  | 2 / 3 / 4   | 2 / 2   | 3 / 8   | -       | 2624   |
| 8    | Lyndon Rush         | Canada      | 8 / 6   | 6 / 11  | 9 / 13 / 21 | 6 / 8 / 9   | 4 / 9   | 12 / 13 | 3 / 3   | 2462   |
| 9    | Justin Kripps       | Canada      | 13 / 9  | 8 / 9   | 8 / 8 / 9   | 11 / 8 / 11 | 16 / 12 | 5 / 12  | 1 / 11  | 2385   |
| 10   | Oskars Melbārdis    | Lettonia    | 5 / DSQ | 6 / 4   | 10 / 10 / 5 | 10 / 6 / 23 | 13 / 1  | 7 / 1   | DSQ / 6 | 2308   |

### Bob a due donne
| Pos. | Nome pilota          | Nazione     | CAL | PKC-1 | PKC-2 | LKP | WIN | STM | IGL | KÖN | Totale |
| ---- | -------------------- | ----------- | --- | ----- | ----- | --- | --- | --- | --- | --- | ------ |
| 1    | Kaillie Humphries    | Canada      | 1   | 2     | 7     | 1   | 5   | 1   | 4   | 3   | 1629   |
| 2    | Elana Meyers         | Stati Uniti | 2   | 1     | 1     | 2   | 2   | 12  | 2   | 2   | 1628   |
| 3    | Jamie Greubel-Poser  | Stati Uniti | 3   | 3     | 2     | 3   | 4   | 4   | 1   | 10  | 1563   |
| 4    | Sandra Kiriasis      | Germania    | 6   | 13    | 4     | 6   | 1   | 6   | 5   | 4   | 1441   |
| 5    | Cathleen Martini     | Germania    | 4   | 5     | 5     | 5   | 12  | 2   | 10  | 7   | 1394   |
| 6    | Anja Schneiderheinze | Germania    | 5   | 11    | 13    | 10  | 3   | 5   | 3   | 13  | 1288   |
| 7    | Jazmine Fenlator     | Stati Uniti | 15  | 4     | 2     | 4   | 9   | 17  | 7   | 8   | 1266   |
| 8    | Fabienne Meyer       | Svizzera    | 12  | 9     | 10    | 11  | 10  | 3   | 11  | 1   | 1265   |
| 9    | Esmé Kamphuis        | Paesi Bassi | 15  | 7     | 9     | 8   | 7   | 11  | 8   | 5   | 1232   |
| 10   | Elfje Willemsen      | Belgio      | 10  | 12    | 10    | 7   | 6   | 7   | 12  | 6   | 1232   |